# VR Sm5
De Sm5 is een vierdelig elektrisch treinstel met lagevloerdeel van het type Stadler FLIRT, voor het regionaal personenvervoer van de Junakalusto Oy, een onderdeel van het Finse VR-Yhtymä (VR). Het acroniem FLIRT staat voor Flinker Leichter Innovativer Regional-Triebzug.

## Geschiedenis
De treinstellen werden in augustus 2006 door Junakalusto Oy besteld voor het lokaal personenvervoer rond Helsinki. De eerste twee treinstellen werden in 2009 geleverd. Hierbij wordt met name de bedrijfszekerheid in de winter beproefd. De serie van 30 treinstellen worden tussen 2010 en 2011 gebouwd. Het treinstel werd ontwikkeld en gebouwd door Stadler Rail.
Op 12 december 2011 werd bekend dat Junakalusto Oy nog eens negen treinstellen bij Stadler Rail heeft besteld. Deze treinstellen werden in oktober 2014 geleverd. Op 24 september 2014 werd bekend dat Junakalusto Oy een optie voor de bouw van 34 treinstellen bij Stadler Rail heeft geplaatst. Deze treinstellen worden tussen 2016 en 2017 geleverd.

## Constructie en techniek
Het treinstel is opgebouwd uit een aluminium frame en is uitgerust met luchtvering. Er kunnen tot vier eenheden gekoppeld worden.

## Treindiensten
De treinen van de Junakalusto Oy worden vanaf 2009 ingezet op de volgende trajecten:
- Helsinki - Riihimäki 71 km (54 min.)
- Helsinki - Karis 87 km (1 h 7 min.)
- Helsinki - Vantaankoski 15 km (22 min.)
- Helsinki - Lahti 103 km (1 uur)
- Helsinki - Helsinki-Vantaa (per december 2014)

## Foto’s

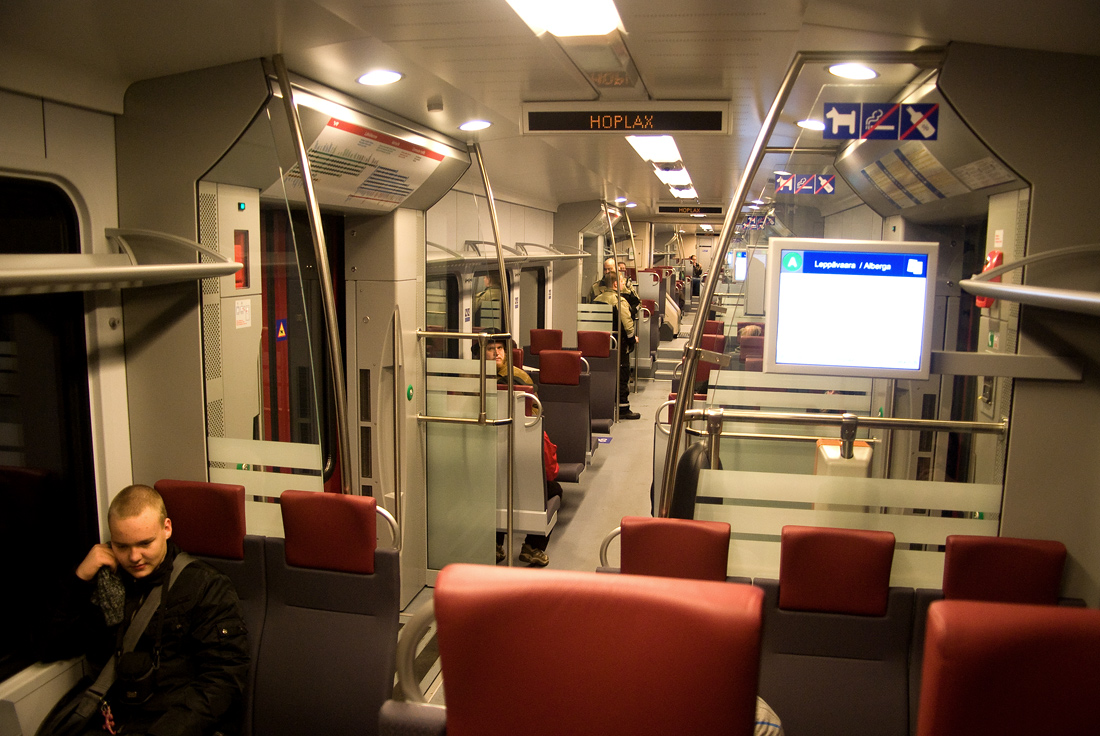
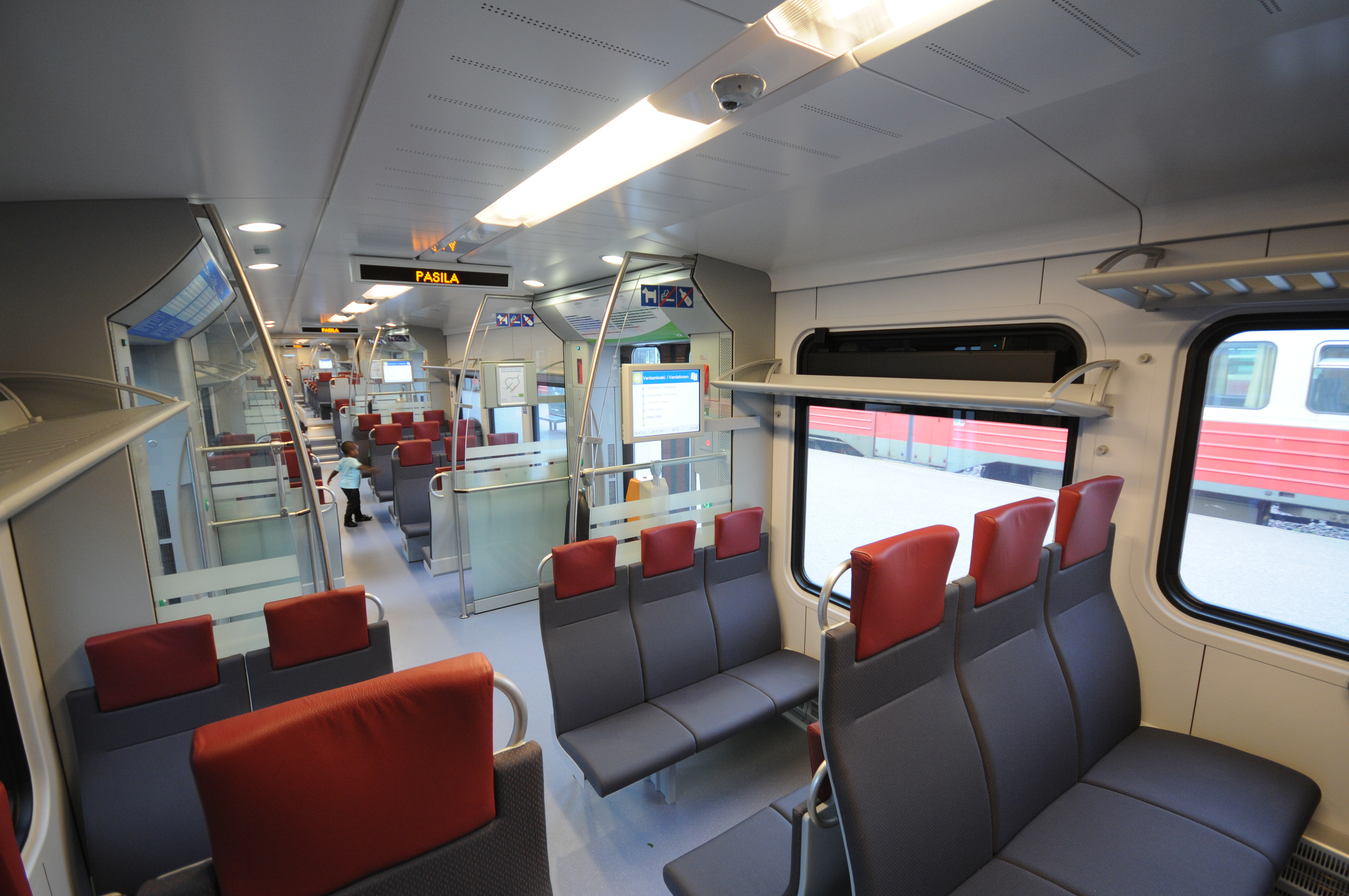
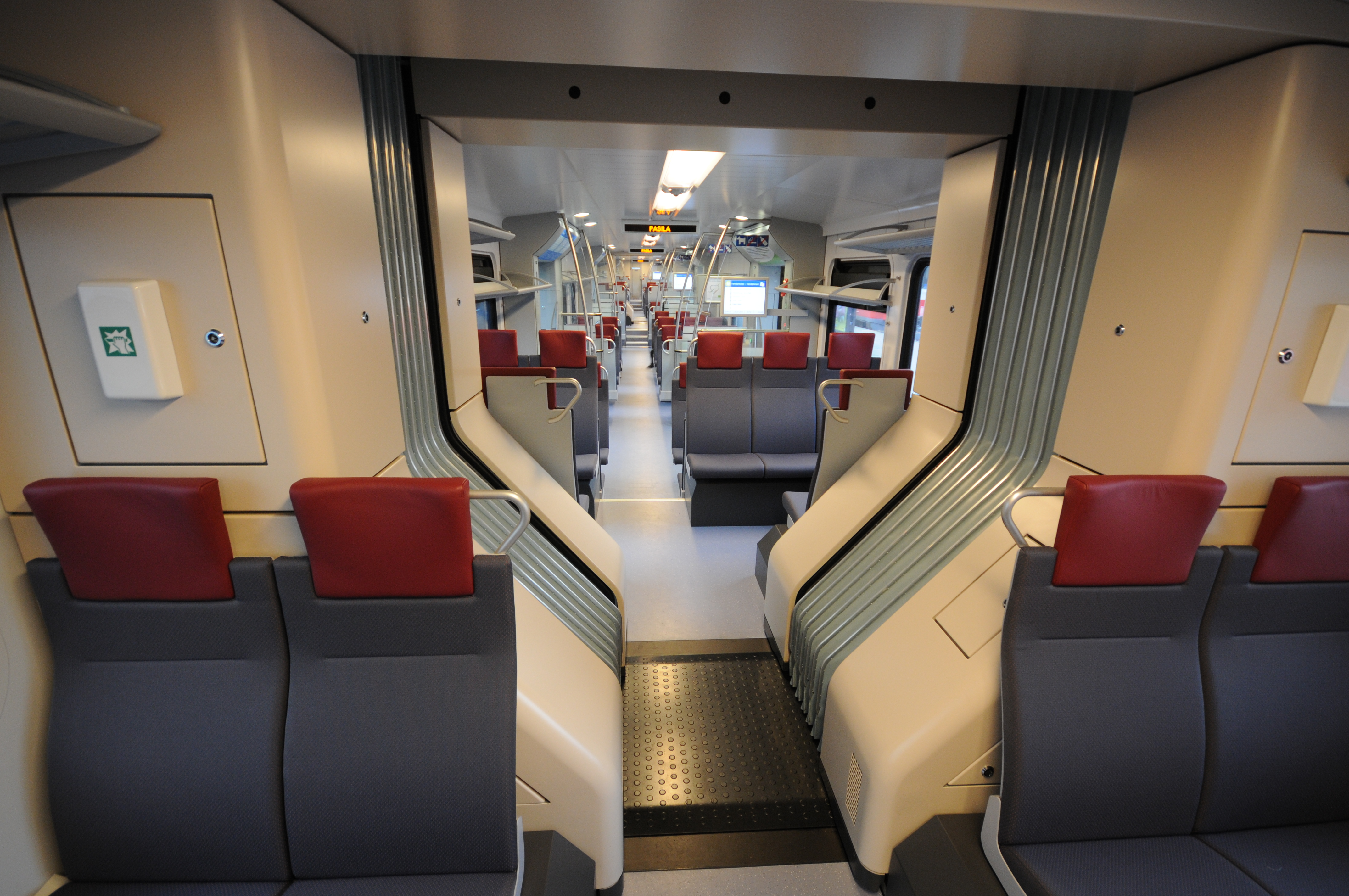